# Jadwiga Zakrzewska
Jadwiga Teresa Zakrzewska (* 4. November 1950 in Płońsk als Jadwiga Teresa Stępińska) ist eine polnische Politikerin (PC, AWS, PO). Sie gehörte von 1997 bis 2001 und von 2005 bis 2015 dem Sejm in der III., V., VI. und VII. Wahlperiode an.

## Leben und Beruf
Jadwiga Zakrzewska besuchte die Grundschule in Zakroczym und schloss anschließend das Wirtschaftstechnikum (Technikum Ekonomiczne) in Mińsk Mazowiecki ab. Sie schloss ein Studium der Gesellschaftswissenschaften an der Wyższa Szkoła Nauk Społecznych mit dem Schwerpunkt Territoriale Selbstverwaltung ab. Im Jahr 1970 begann sie in der Stadtverwaltung von Zakroczym zu arbeiten, später bei PSS „Społem“ in Nowy Dwór Mazowiecki. 
Im Juni 2008 beendete Jadwiga Zakrzewska ihr Studium an der Akademia Obrony Narodowej. Dort hatte sie sich am Lehrstuhl für strategische Verteidigung auf den Schwerpunkt nationale Sicherheit konzentriert. Das Thema ihrer Magisterarbeit lautete: Rolle und Aufgabe der Kommission für Nationale Verteidigung des Sejm im Prozess der Änderung der Bewaffnung.
Jadwiga Zakrzewska ist verheiratet und hat zwei Söhne.

## Politik
1980 wurde Zakrzewska in der Solidarność aktiv und wurde für diese als Delegierte für die Region Masowien und wurde Sekretärin der NSZZ Solidarność in Nowy Dwór Mazowiecki. Mit der Ausrufung des Kriegsrechts 1981 sah sie sich als Solidarność-Mitglied Repressalien ausgesetzt. Dies wurde im Jahr 2005 offiziell vom Institut für Nationales Gedenken (IPN) anerkannt.
Mit dem Beginn der politischen Reformen wurde sie 1989 zur Vorsitzenden des Bürgerkomitees der Solidarność in Nowy Dwór Mazowiecki gewählt. Von 1990 bis 1997 gehörte sie dem Porozumienie Centrum an. 1990 wurde sie Bürgermeisterin von in Nowy Dwór. Ab 1994 war sie Mitglied des Stadtrates.
1997 zog sie für die  Akcja Wyborcza Solidarność (AWS) in den Sejm ein. Dort arbeitete Zakrzewska in der Kommission für nationale Verteidigung als stellvertretende Vorsitzende. Im April 2001 legte sie ihr Mandat nieder um im polnischen Verteidigungsministerium zu arbeiten. Bei der Parlamentswahl 2001 scheiterte die AWS an der 8-%-Hürde für Wahlbündnisse. Damit verpasste Zakrzewski den Wiedereinzug in den Sejm. Bei der Parlamentswahl 2005 trat sie für die Platforma Obywatelska an und konnte erneut ein Mandat erringen. Dieses gelang ihr auch bei den vorgezogenen Parlamentswahlen 2007 im Wahlkreis Warschau II mit 7.593 Stimmen. Seit 2005 arbeitet Zakrzewska in der Kommission für nationale Verteidigung. Weiterhin ist sie in den Kommission für Territoriale Selbstverwaltung und Regionalpolitik sowie Umweltschutz (2008). Auch bei der Parlamentswahl 2011 wurde sie erneut in den Sejm gewählt. Hingegen scheiterte sie bei der Parlamentswahl 2015 und schied aus dem Sejm aus. Bei den Selbstverwaltungswahlen 2018 gewann sie ein Mandat im Sejmik der Woiwodschaft Masowien. Bei den Selbstverwaltungswahlen 2024 konnte sie das Mandat nicht verteidigen.